# Gottlieb Rohner
Gottlieb Rohner (* 19. Juni 1814 in Herisau; † 19. Dezember 1891 in Trogen; heimatberechtigt in Herisau) war ein Schweizer Landwirtschaftspionier aus dem Kanton Appenzell Ausserrhoden.
Gottlieb Rohner war ein Sohn von Hans Jakob Rohner, Bauer, und Anna Katharina Baummann. Im Jahr 1841 heiratete er Anna Barbara Frischknecht, Tochter von Johannes Frischknecht, Bauer. Rohner war bis 1847 Lehrer. Danach führte er bis 1879 als Land- und Gastwirt das vom Schwiegervater übernommene Gut Schochenberg in Herisau. 
Als Pionier moderner landwirtschaftlicher Produktionsmethoden gliedert er seinem Betrieb im Jahr 1863 eine Käserei und eine Schweinemästerei an, später folgte eine Saatschule für Obstbäume. 1864 gehörte Rohner mit Emanuel Meyer zu den Initianten einer kantonalen Viehschau sowie zu den Gründern des Land- und Alpwirtschaftlichen Vereins Herisau, dessen Präsident er von 1869 bis 1878 war. 
Er amtierte von 1848 bis 1853 als Gemeindehauptmann von Herisau, ab 1853 bis 1857 als Landesfähnrich und von 1857 bis 1859 als Ausserrhoder Landeshauptmann. Ab 1859 bis 1876 war er Oberrichter und von 1864 bis 1876 Vizepräsident des Obergerichts. Als Mitglied der kantonalen Strassenkommission und von 1853 bis 1877 als Strasseninspektor machte sich Rohner um den Ausbau der Strassen verdient.